# Valentina Kostikova
Valentina Kuz'minična Kostikova, coniugata Kulikova (in russo Валентина Кузьминична Костикова-Куликова?; Mosca, 20 marzo 1935 – 1997), è stata una cestista sovietica.

## Carriera
Con l'Unione Sovietica ha disputato due edizioni dei Campionati mondiali (1957, 1959) e tre dei Campionati europei (1956, 1958, 1960).